# Powiat Namiestów
Powiat Namiestów (słow. okres Námestovo) – słowacka jednostka podziału administracyjnego znajdująca się na obszarze historycznego regionu Orawa w kraju żylińskim. Obecny powiat Namiestów został utworzony po reformie administracyjnej w 1996 r. z północno-zachodniej części ówczesnego powiatu Dolný Kubín. Na terenie powiatu znajduje się miejscowość Orawska Półgóra, będąca najbardziej na północ wysuniętą miejscowością Słowacji. Powiat Namiestów zamieszkiwany jest przez 56 043 obywateli (w roku 2001), zajmuje obszar 691 km². Średnia gęstość zaludnienia wynosi 81,10 osób na km².

## Demografia
Narodowości:
- Słowacy 99,3%

Religie:
- katolicy 97,6%